# Lönsboda
Lönsboda er en bymæssig bebyggelse i Osby kommune i Skåne län i Sverige med 1.903 indbyggere (2010). Byen ligger cirka 15 kilometer øst for Osby, og er et vigtigt servicecenter i den østlige del af kommunen.

## Historie
Lönsboda bestod oprindeligt af nogle gårde og en del anden bebyggelse som en landsby i Örkened socken omkring Örkeneds kirke. Den først kendte kirke blev bygget i 1570'erne. Området var var en del af skånelandene som var et dansk område der blev afstået ved freden i Roskilde i 1658. 
Da jernbanen Sölvesborg-Olofström-Älmhult åbnede for trafik i 1901 blev der oprettet en station i Lönsboda. Efterfølgende voksede Lönsboda kraftigt. Passagertrafikken på jernbanen gennem Lönsboda ophørte 1984.
56°23′52″N 14°19′18″Ø / 56.39778°N 14.32167°Ø